# Fibré associé
En géométrie différentielle, un fibré associé est un fibré qui est induit par un {\displaystyle G}-fibré principal et une action du groupe structurel sur un espace auxiliaire.

## Définition
Soient :
- {\displaystyle G}, un groupe de Lie ;
- {\displaystyle B}, une variété différentielle ;
- {\displaystyle \pi :P\to B}, un {\displaystyle G}-fibré principal sur {\displaystyle B} ;
- {\displaystyle \Phi :G\to \mathrm {Diff} (P)} l'action de groupe à droite de {\displaystyle G} sur {\displaystyle P} ;
- {\displaystyle \rho :G\to \mathrm {Diff} (M)} une action de groupe à gauche de {\displaystyle G} sur une variété différentielle {\displaystyle M}.

Définition
Le fibré associé à {\displaystyle P} pour {\displaystyle \rho } est le fibré {\displaystyle \mathrm {pr} :E\to B} où {\displaystyle E} est défini par :
{\displaystyle E:=P\times _{\rho }M:=(P\times M)/\sim }
où la relation d'équivalence est :
{\displaystyle (a,b)\sim (\Phi _{\lambda }(a),\rho (\lambda )^{-1}(b)),\qquad \forall a\in P,\;\forall b\in M,\;\forall \lambda \in G}
Remarques
- Les fibres de {\displaystyle E} sont de fibre type {\displaystyle M}. Il est donc commun d'écrire le fibré {\displaystyle E} comme {\displaystyle M\hookrightarrow E\to B}.
- Lorsque l'action de groupe {\displaystyle \rho } est une représentation de groupe {\displaystyle \rho :G\to \mathrm {Aut} (V)} sur un espace vectoriel {\displaystyle V}, le fibré associé est un fibré vectoriel de fibre type {\displaystyle V}.
- Lorsque {\displaystyle \rho } agit trivialement sur {\displaystyle M}, i.e. {\displaystyle \rho (\lambda )=\mathrm {id} _{M}} pour tout {\displaystyle \lambda \in G}, le fibré associé est trivial, i.e. {\displaystyle P\times _{\rho }M=B\times M}.

## Sections d'un fibré associé
Donnons-nous un fibré vectoriel associé {\displaystyle E=P\times _{\rho }V}.
Les sections {\displaystyle \psi \in \Gamma (E)} du fibré {\displaystyle E} sont en bijection avec les fonctions {\displaystyle \psi ^{\sharp }:P\to V} qui sont {\displaystyle \rho }-équivariantes :
{\displaystyle (\Phi _{\lambda })^{*}\psi ^{\sharp }=\rho (\lambda )^{-1}\circ \psi ^{\sharp },\qquad \forall \lambda \in G}
Explicitement, la relation entre la section {\displaystyle \psi } et la fonction {\displaystyle \psi ^{\sharp }} est :
{\displaystyle \psi (\pi (a))=[a,\psi ^{\sharp }(a)],\qquad \forall a\in P}
Ici, {\displaystyle [\cdot ]} dénote la classe d'équivalence pour la relation d'équivalence ci-haut.
La notion de section d'un fibré associé se généralise à la notion de forme différentielle à valeurs en un fibré associé.
Ces dernières formes différentielles correspondent à des formes basiques sur {\displaystyle P}.

## Exemples
- Exemple 1 :

Soit {\displaystyle \mathrm {Fr} (B)} le fibré des repères linéaires tangents à {\displaystyle B}.
Point par point sur la variété {\displaystyle B}, les éléments du fibré des repères sont les isomorphismes linéaires allant de l'espace {\displaystyle \mathbb {R} ^{n}} à l'espace tangent de {\displaystyle B} :
{\displaystyle \mathrm {Fr} _{x}(B):=\mathrm {Isom} (\mathbb {R} ^{n};T_{x}B)}
Le fibré des repères {\displaystyle \mathrm {Fr} (B)} est un {\displaystyle \mathrm {GL} (n;\mathbb {R} )}-fibré principal sur {\displaystyle B}.
Considérons la représentation canonique {\displaystyle \rho } du groupe structurel {\displaystyle \mathrm {GL} (n;\mathbb {R} )} sur l'espace vectoriel {\displaystyle \mathbb {R} ^{n}}.
Alors, le fibré tangent de {\displaystyle B} est un fibré associé du fibré des repères :
{\displaystyle TB=\mathrm {Fr} (B)\times _{\rho }\mathbb {R} ^{n}}
De même, le fibré cotangent de {\displaystyle B} est un fibré associé pour la représentation duale de la représentation canonique :
{\displaystyle T^{*}B=\mathrm {Fr} (B)\times _{\rho ^{*}}(\mathbb {R} ^{n})^{*}}
- Exemple 2 :

Soit {\displaystyle \mathbb {C} ^{\times }:=(\mathbb {C} \backslash \{0\},\cdot )} le groupe des nombres complexes non nuls munis de la multiplication.
Donnons-nous un {\displaystyle \mathbb {C} ^{\times }}-fibré principal {\displaystyle P\to B}.
Considérons la représentation canonique de {\displaystyle \mathbb {C} ^{\times }} sur {\displaystyle \mathbb {C} } :
{\displaystyle \rho (\lambda )(z):=\lambda z,\qquad \forall \lambda \in \mathbb {C} ^{\times },\;\forall z\in \mathbb {C} }
Le fibré associé à {\displaystyle P} via {\displaystyle \rho } est un fibré en droites complexes {\displaystyle \mathbb {C} \hookrightarrow E\to B}. Un tel fibré vectoriel apparaît, par exemple, en quantification géométrique.